# Trouver un homme
Pour plus de détails, voir Fiche technique et Distribution.
Trouver un homme (To Find a Man) est un film américain réalisé par Buzz Kulik, sorti en 1972.

## Synopsis
Rosalind McCarthy est une adolescente gâtée de 16 ans qui rentre chez elle à New York après son internat pour les vacances. Elle confie à Andy, un ami, qu'elle pourrait être enceinte.
Ils demandent l'avis du Dr Katchaturian, un pharmacien. Rosalind essaie naïvement de provoquer une fausse couche en buvant de l'huile de ricin voire en se douchant avec du soda. Résignée à un avortement avant des vacances en famille au Mexique, elle a besoin d'argent.
Andy essaie d'en obtenir du père du bébé, Rick, un gigolo avec qui Rosalind a eu une aventure d'un soir mais échoue. Plus tard, Andy se fait agressé et volé sur le chemin du retour.
En désespoir de cause, Andy se rend chez le père de Rosalind, prétendant qu'il a besoin d'emprunter de l'argent pour quelqu'un qu'il a mit enceinte. Frank McCarthy lui donne l'argent mais lorsqu'il conclut que c'est sa fille qui en a bessoin, il ordonne à Andy de ne jamais retourner chez eux. Le Dr Hargrave procède à l'avortement, après quoi Rosalind offre à Andy de faire l'amour avec elle en guise de remerciement.

## Fiche technique
- Titre : Trouver un homme
- Titre original : To Find a Man
- Réalisation : Buzz Kulik
- Scénario : Arnold Schulman d'après le roman de S. J. Wilson
- Musique : David Shire
- Photographie : Andrew Laszlo
- Montage : Rita Roland
- Production : Irving Pincus
- Société de production : Rastar Films
- Société de distribution : Columbia Pictures (États-Unis)
- Pays :  États-Unis
- Genre : Comédie dramatique
- Durée : 90 minutes
- Dates de sortie : 
  -  États-Unis : 20 janvier 1972
  -  France : 31 mai 1972

## Distribution
- Pamela Sue Martin : Rosalind McCarthy
- Darren O'Connor : Andy Elliott Morrison
- Lloyd Bridges : Frank McCarthy
- Phyllis Newman : Betty McCarthy
- Tom Ewell : Dr. Hargrove
- Tom Bosley : Dr. Katchaturian
- Miles Chapin (en) : Pete
- Schell Rasten : Rick
- Antonia Rey : Modesta
- Vicki Sue Robinson
- Susan Tully : l'amie de Rosalind

## Distinctions
Le film a été présenté en sélection officielle en compétition au Festival de Cannes 1972.